# Hile de Beòcia
Hile (grec Υλε o Υλαι, llatí Hyle o Hylae) fou una ciutat de Beòcia. És un topònim que apareix al Catàleg de les naus, de la Ilíada, en el qual la primera posició correspon al contingent beoci, en el que es menciona als "pobladors ... d'Hile, ....". L'ubicació d'Hile no ha estat determinada, si bé la menciona Estrabó (IX, 2, 29). En el Cant V de la Ilíada, s'indica que és a prop de la llacuna Cefísida, que era on el riu Cefís desguassava al llac Copais. En una de les tauletes micèniques amb inscripcions en lineal B trobades a Tebes el 1995, hi consta la localitat d'Hile.